# 奈良俊幸
奈良 俊幸（なら としゆき、1962年（昭和37年）4月15日 - ）は、日本の政治家。福井県越前市長（4期）。
福井県武生市長（1期）、福井県議会議員（4期）を務めた。

## 概説
福井県武生市（現、越前市）生まれ。福井県立武生高等学校を経て、1985年（昭和60年）に早稲田大学政治経済学部を卒業。大学卒業後は松下政経塾に入塾（第6期生）。同期生には元自由民主党衆議院議員の河井克行がいる。1990年（平成2年）、松下政経塾を卒塾。
1991年（平成3年）、福井県議会議員選挙に武生市選挙区から出馬し、当時最年少の28歳で初当選した。以後、2005年（平成17年）まで4期14年間、福井県議を務め、通算55回の県議会では一度も休まず、代表質問や一般質問に立ち続けた。
2005年（平成17年）、県議を4期目の任期途中で辞職。武生市長選挙に無所属で出馬し、当選した。同年5月28日に武生市長に就任するが、10月1日に武生市・今立町の合併により越前市が誕生し、これに伴い武生市長を自動失職する。11月の越前市長選挙では、新人2候補を破り、初代越前市長に選出された。2009年（平成21年）の越前市長選挙では、現職の奈良以外に立候補者がおらず、無投票で再選。2013年（平成25年）の越前市長選挙では8年ぶりに選挙戦が行われたが、現職の奈良が新人候補を大差で破り、3選。2017年（平成29年）の越前市長選挙で4選。2021年（令和3年）の越前市長選挙で、前福井県副知事の山田賢一に敗れ落選。